# Son Chang-min
Son Chang-min est un acteur sud-coréen né le 24 avril 1965 à Busan en Corée du Sud.

## Filmographie

### Cinéma
- 1972 : Ahn Jung-geun, the Patriot de Joo Dong-jin
- 1972 : The Wedding Ring de Kim Kee-duk
- 1972 : Looking for Sons and Daughters de Go Yeong-nam
- 1972 : Two sons crying for their mother love de Kim Mun-yeop
- 1973 : A Family with Many Daughters de Choe Won-yeong
- 1973 : Mammy's Wedding de Cho Moon-jin
- 1973 : Wrath of an Angel de Roh Jin-seup
- 1974 : Orders for Assassination de Seol Bong
- 1974 : Unforgettable Mother's Love de Lee Kyu-woong
- 1974 : An Inmate de Lee Gyeong-tae
- 1974 : Mr. Bull de Roh Jin-seup
- 1976 : Mother and Son de Lee Yu-seop
- 1976 : Blood Relations de Lee Hyeok-su
- 1978 : Flower Shoes de Go Yeong-nam
- 1978 : There Must Be Mother, Somewhere de Jeong Hoe-cheol
- 1985 : Whale Hunting 2 de Bae Chang-ho
- 1984 : My Love Jjang-gu de You Jin-sun
- 1988 : Gagman de Lee Myeong-se
- 1989 : That Which Falls Has Wings de Jang Gil-su
- 1991 : Camels don't cry alone de Lee suk kee
- 1991 : Eunmaneun oji anhneunda de Jang Gil-su
- 1993 : The Girl for Love and The One for Marriage de Yoo Dong-hun
- 1994 : A Very Special Transformation de Lee suk kee
- 1994 : A Heavy Bird de Kwak Jeong-hwan
- 1996 : Firebird de Kim Young-bin
- 1997 : Father vs. Son de Yang Young-chul
- 2002 : Jungle Juice de Joe Min-ho
- 2003 : T.R.Y. de Kazuki Ohmori
- 2004 : Father and Son: The Story of Mencius de Kim Jin-yeong
- 2004 : A Wacky Switch de Jung Yeon-won
- 2007 : The Mafia, the Salesman de Shim Seung-bo
- 2007 : Bank Attack de Park Sang-jun
- 2009 : The Weird Missing Case of Mr. J de Kang Seok-beom

### Télévision
- 1977 : I Regret It
- 1983 : Diary of a High School Student
- 1984 : The People I Love
- 1987 : A Tree Blooming with Love
- 1989 : The Face of a City
- 1991 : Autumn Flowers in Winter Trees
- 1991 : City People
- 1994 : Farewell
- 1995 : Love and Marriage
- 1995 : Sons of the Wind
- 1997 : Medical Brothers
- 1997 : The Reason I Live
- 1997 : Revenge and Passion
- 1998 : Heart of Lies
- 1998 : Memories
- 1998 : Advocate
- 1999 : Roses and Beansprouts
- 1999 : Kuk Hee
- 2003 : My Fair Lady
- 2005 : Bad Housewife
- 2005 : Shin Don
- 2007 : Kid Gang
- 2008 : Woman of Matchless Beauty, Park Jung-geum
- 2010 : Road No. 1
- 2010 : Stormy Lovers
- 2011 : Glory Jane
- 2012 : Horse Doctor
- 2013 : Cruel City
- 2013 : Princess Aurora
- 2014 : Glorious Day
- 2014 : Pride and Prejudice
- 2015 : Unkind Ladies

## Distinctions
- 1971 : 10e Grand Bell Awards : Meilleur enfant acteur
- 1985 : 21e Baeksang Arts Awards : Meilleur nouvel acteur pour Diary of a College Student, The People I Love
- 1986 : KBS Drama Awards : Prix d’excellence
- 1990 :  26e Baeksang Arts Awards : Acteur le plus populaire pour All That Falls Has Wings
- 1992 : Eserciti-e-Popoli Film Festival : Meilleur acteur pour Silver Stallion
- 1998 : MBC Drama Awards : Prix d’excellence pour Advocate
- 1999 : 12e Grimae Awards : Meilleur acteur pour Kuk Hee
- 1999 : MBC Drama Awards : Prix d’excellence pour Roses and Beansprouts
- 2005 : MBC Drama Awards : Prix spécial d'interprétation pour Shin Don
- 2005 : SBS Drama Awards : Prix d’excellence pour Bad Housewife